# Faldacchea
La faldacchèa è un tipico dolce turese fatto con pasta di mandorle cotte, zucchero e amarene sciroppate. È tradizionalmente ricoperto da una glassa bianca di zucchero, molto spesso sostituita oggi con del cioccolato bianco. Col passare del tempo è stata ribattezzata in "dolce della sposa", perché tradizionalmente viene regalato come bomboniera dagli sposi agli invitati alla propria festa nuziale.

## Caratteristiche
La faldacchea può essere equiparata a uno scrigno: dentro contiene un cuore di Pan di Spagna imbevuto con uno sciroppo liquoroso (spesso a base di Alchermes) e amarena sciroppata, il tutto ricoperto da un impasto di mandorle, racchiuso dentro a una glassa di cioccolato o sempre più raramente di zucchero. La preparazione, diversamente da altri tipi di dolci di mandorle, è completamente peculiare. La faldacchea, difatti, resta umida e morbida, non secca e dura, perché non è cotta in forno, ma sul fuoco.

## Storia[2][3]
Questo dolce nasce nella cucina dell'allora Monastero delle Clarisse di Cassano, in cui il 4 ottobre 1903 arrivarono quattro suore del Sacro Cuore di Gesù. In questo monastero spesso si ritrovavano gli alunni della Scuola Elementare e Medie per recite e incontri formativi, seguiti sempre dalle religiose.
In questo periodo le suore si dedicarono alle famiglie meno abbienti e alla conduzione di un laboratorio per giovani ragazze; tra queste ci fu anche una turese, che tornando a Turi fu soprannominata "monacèdde" (piccola monaca) e insegnò alle altre concittadine l'arte pasticcera che aveva imparato nel convento.